# دابترونيكا
دابترونيكا Dubtronica هي نوع من الموسيقى الإلكترونية متفرعة من موسيقى الداب. 
تتكون من موسيقى دابترونيكا من إيقاعات إلكترونية يتم تشغيلها بطريقة متشائمة. وسرعتها أقل بكثير من موسيقى التكنو وأكثر دفئًا بشكل عام من الموسيقى الإلكترونية الموجهة للرقص.